# گیگاسر
گیگاسر، روستایی در کشور ایران استان گیلان، شهرستان فومن و از توابع بخش مرکزی است.

## جمعیت
این روستا در دهستان رودپیش قرار دارد و بر اساس سرشماری مرکز آمار ایران در سال ۱۳۹۵، جمعیت آن ۶۷۴ نفر (۲۴۸ خانوار) بوده‌است.

## جاده
در شهریور ماه سال ۹۸ آسفالت جاده روستایی گیگاسر با حضور فرماندار فومن به بهره‌برداری رسید. عبدالحسین ترابی بخشدار مرکزی فومن در سال ۹۸ درباره این پروژه اظهار کرده بود: روستای گیگاسر دارای ۹۰۰ نفر جمعیت است و پروژه آسفالت روستا از محل اعتبارات ملی به مبلغ ۶۰۰ میلیون اخذ شده و به طول ۱/۸ کیلومتر است. 